# Canton d'Ancenis-Saint-Géréon
Le canton d'Ancenis-Saint-Géréon, précédemment appelé canton d'Ancenis, est une circonscription électorale française située dans le département de la Loire-Atlantique (région Pays de la Loire).

## Histoire
Par décret du 25 février 2014, le nombre de cantons du département est divisé par deux, avec mise en application aux élections départementales de mars 2015. Le canton d'Ancenis est conservé et s'agrandit. Il passe de 8 à 22 communes.
Par un décret du 23 décembre 2015 modifiant le précédent, la commune du Fresne-sur-Loire est extraite du canton afin de permettre la création de la commune nouvelle d'Ingrandes-le-Fresne-sur-Loire le 31 décembre 2015.
Par décret du 26 décembre 2017, la commune de Freigné (Maine-et-Loire) est rattachée au canton d'Ancenis (Loire-Atlantique) au 1er janvier 2018.
Plusieurs regroupements de communes amènent à la création des communes nouvelles d'Ancenis-Saint-Géréon, Loireauxence, Vair-sur-Loire et Vallons-de-l'Erdre. Le nombre de communes est alors de 12.
Le canton prend sa dénomination actuelle par décret du 24 février 2021.

## Représentation

### Conseillers d'arrondissement (de 1833 à 1940)
Le canton d'Ancenis avait trois conseillers d'arrondissement, puis deux (à partir de 1895).
En 1926, l'arrondissement d'Ancenis est supprimé et les cantons sont rattachés à l'arrondissement de Nantes.
| Période                                  | Période | Identité                                    | Étiquette  | Qualité |
| ---------------------------------------- | ------- | ------------------------------------------- | ---------- | --- |
| 1833                                     | 1842    | M. Arnaud                                   |            | Avocat, propriétaire à Ancenis                                                                              |
| 1833                                     | 1839    | M. Bongeard                                 |            | Propriétaire à Ancenis                                                                                      |
| 1833                                     | 1836    | Comte Jean Joseph Thoinnet de La Turmelière |            | Propriétaire, commandant la Garde nationale à Ancenis                                                       |
| 1842                                     | 1848    | M. Guesdon                                  |            | Propriétaire à Ancenis                                                                                      |
| 1839                                     | 1842    |                                             |            | |
| 1836                                     | 1848    | Charles Collineau                           |            | Médecin, propriétaire à Ancenis                                                                             |
|                                          |         |                                             |            | |
| 1895                                     | 1919    | Alexandre Lambert (1855-1924)               | Droite     | Maire de Saint-Géréon                                                                                       |
| 1895                                     | 1919    | Henri Roumain de La Touche (1830-1919)      | Droite     | Ancien procureur impérial, propriétaire à Champtoceaux (Maine-et-Loire)                                     |
| 1919                                     | 1940    | Marcel Angebault                            | Droite PSF | Industriel, adjoint au maire d'Ancenis                                                                      |
| 1919                                     | 1937    | Victor Marie Émile Collineau de Meezemaker  | Droite     | Maire de Mésanger                                                                                           |
| 1937                                     | 1940    | Joseph Gray                                 | PSF        | Maire de Saint-Herblon                                                                                      |
| 1940                                     |         |                                             |            | Les conseils d'arrondissement ont été suspendus par la loi du 12 octobre 1940 et n'ont jamais été réactivés |
| Les données manquantes sont à compléter. |         |                                             |            | |

### Conseillers généraux de 1833 à 2015
| Période | Période      | Identité                                                                                   | Étiquette                  | Qualité |
| ------- | ------------ | ------------------------------------------------------------------------------------------ | -------------------------- | --- |
| 1833    | 1845         | Louis Nicolas Alexandre Levaillant                                                         |                            | Président du Tribunal civil d'Ancenis Député |
| 1845    | 1852         | comte Jean Joseph Thoinnet de la Turmelière (1789-1853)                                    |                            | Officier dans l'armée impériale en 1806 Maire d'Ancenis (1845-1851) Ancien conseiller d'arrondissement |
| 1852    | 1871         | Ambroise Édouard Rayer                                                                     |                            | Juge de paix Maire d'Ancenis (1852-1870) |
| 1871    | 1887 (décès) | comte Charles Célestin Joseph Thoinnet de la Turmélière (1823-1887) (fils de J.J.Thoinnet) | Bonapartiste puis Droite   | Attaché au Ministère de l'Intérieur puis conseiller de préfecture à Nantes Chambellan de l'Empereur Napoléon III Ancien conseiller général du Canton de Nozay Ancien maire de Liré Député (1857-1870, 1876-1887) |
| 1887    | 1919         | comte Pierre Napoléon Thoinnet de la Turmélière (fils du précédent) (1861-1920)            | Conservateur               | Docteur en médecine |
| 1919    | 1934         | Henri Roumain de La Touche fils (1875-1957)                                                | Conservateur               | Propriétaire à Champtoceaux (Maine-et-Loire) |
| 1934    | 1940         | comte Henry Pantin de Landemont (1888-1957)                                                | Conservateur               | Ancien capitaine au 1er Régiment de Hussards Propriétaire du château de la Guère, Ancenis |
|         |              |                                                                                            |                            | |
| 1943    | 1945         | Georges Bousseau                                                                           |                            | Médecin Maire d'Ancenis (1931-1945) Nommé conseiller départemental en 1943 |
|         |              |                                                                                            |                            | |
| 1945    | 1957 (décès) | Henry Pantin de Landemont (1888-1957)                                                      | DVD-RPF                    | Ancien officier de cavalerie Maire d'Ancenis (1944-1945) |
| 1957    | 1961         | Joseph Vincent                                                                             | DVD                        | Pharmacien Maire d'Ancenis (1949-1965) |
| 1961    | 1970 (décès) | Maurice Moutel (1920-1970)                                                                 | MRP puis CD                | Médecin Maire d'Ancenis (1965-1970) |
| 1970    | 1973         | Maurice Gélineau (1917-2003)                                                               | CD                         | Agent d'assurances Premier adjoint puis maire d'Ancenis (1970-1977) |
| 1973    | 1979         | Louis Rousseau (1909-2008)                                                                 | SE                         | Propriétaire à La Rouxière Maire de Saint-Herblon (1971-1983) |
| 1979    | 2004         | Édouard Landrain                                                                           | DVD puis UDF               | Docteur en chirurgie dentaire retraité Maire d'Ancenis (1977-2001) Député (1988-2006) Vice-président du conseil général (1982-2004)                                                                              |
| 2004    | 2015         | Jean-Michel Tobie                                                                          | UDF puis MoDem puis AC-UDI | Médecin Maire d'Ancenis (2001-2018) |

### Conseillers départementaux à partir de 2015
| Période élective | Période élective | Mandat | Mandat   | Identité         | Nuance | Nuance | Qualité |
| ---------------- | ---------------- | ------ | -------- | ---------------- | ------ | ------ | --- |
| 2015             | 2021             | 2015   | 2021     | Claude Gautier   |        | DVD    | Agriculteur Maire de Varades puis de Loireauxence (jusqu'en 2020) Ancien conseiller général du canton de Varades                                                                                                 |
| 2015             | 2021             | 2015   | 2021     | Nadine You       |        | UDI    | Educateur sportif Adjointe au maire de Mésanger (2008-2020) Maire de Mésanger (depuis 2020) |
| 2021             | 2028             | 2021   | en cours | Rémy Orhon       |        | DVG    | Ingénieur territorial Maire d'Ancenis-Saint-Géréon (depuis 2020) 14e vice-président du conseil départemental, chargé du développement économique de proximité, de l'économie sociale et solidaire et du tourisme |
| 2021             | 2028             | 2021   | en cours | Leïla Thominiaux |        | DVG    | Directrice de l'aménagement du territoire Adjointe au maire de Couffé (depuis 2020) |

### Résultats détaillés

#### Élections de mars 2015
À l'issue du 1er tour des élections départementales de 2015, deux binômes sont en ballottage : Claude Gautier et Nadine You (Union de la Droite, 39,65 %) et Monique Goiset-Voisine et Jean-Yves Ploteau (PS, 36,46 %). Le taux de participation est de 54,95 % (17 861 votants sur 32 507 inscrits) contre 50,7 % au niveau départemental et 50,17 % au niveau national.
Au second tour, Claude Gautier et Nadine You (Union de la Droite) sont élus avec 55,82 % des suffrages exprimés et un taux de participation de 52,07 % (8 442 voix pour 16 925 votants et 32 505 inscrits).

#### Élections de juin 2021
Le premier tour des élections départementales de 2021 est marqué par un très faible taux de participation (33,26 % au niveau national). Dans le canton d'Ancenis, ce taux de participation est de 31,01 % (10 543 votants sur 33 996 inscrits) contre 31,09 % au niveau départemental. À l'issue de ce premier tour, deux binômes sont en ballottage : Alain Bourgoin et Nadine You (Union à droite, 39,2 %) et Rémy Orhon et Leïla Thominiaux (DVG, 38,51 %).
Le second tour des élections est marqué une nouvelle fois par une abstention massive équivalente au premier tour. Les taux de participation sont de 34,36 % au niveau national, 32,4 % dans le département et 32,78 % dans le canton d'Ancenis. Rémy Orhon et Leïla Thominiaux (DVG) sont élus avec 51,18 % des suffrages exprimés (5 455 voix pour 11 146 votants et 34 004 inscrits),,.

## Composition

### Composition avant 2015

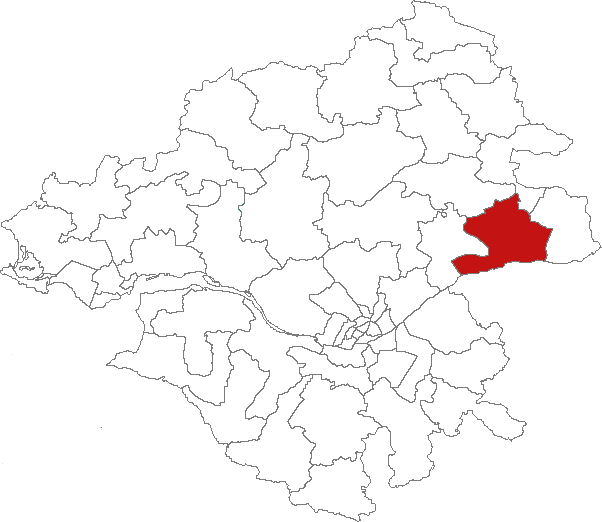
Situation du canton d'Ancenis dans le département de la Loire-Atlantique avant 2015.

Le canton d'Ancenis regroupait huit communes.
| Nom                 | Code Insee | Codepostal | Superficie (km2) | Population (dernière pop. légale) | Densité (hab./km2) |
| ------------------- | ---------- | ---------- | ---------------- | --------------------------------- | ------------------ |
| Ancenis (chef-lieu) | 44003      | 44150      | 20,07            | 7 504 (2012)                      | 374                |
| Anetz               | 44004      | 44150      | 14,83            | 1 982 (2012)                      | 134                |
| La Roche-Blanche    | 44222      | 44522      | 14,82            | 1 142 (2012)                      | 77                 |
| Mésanger            | 44096      | 44522      | 49,75            | 4 571 (2012)                      | 92                 |
| Oudon               | 44115      | 44521      | 22,12            | 3 558 (2012)                      | 161                |
| Pouillé-les-Côteaux | 44134      | 44522      | 11,72            | 951 (2012)                        | 81                 |
| Saint-Géréon        | 44160      | 44150      | 7,51             | 2 779 (2012)                      | 370                |
| Saint-Herblon       | 44163      | 44150      | 36,90            | 2 458 (2012)                      | 67                 |

### Composition depuis 2015
Lors du redécoupage de 2014, le canton d'Ancenis comprenait vingt-deux communes.
À la suite de la création des communes nouvelles d'Ancenis-Saint-Géréon, Loireauxence, Vair-sur-Loire et Vallons-de-l'Erdre, le canton comprend désormais douze communes.
| Nom                                          | Code Insee | Intercommunalité     | Superficie (km2) | Population (dernière pop. légale) | Densité (hab./km2) | Modifier                                    |
| -------------------------------------------- | ---------- | -------------------- | ---------------- | --------------------------------- | ------------------ | ------------------------------------------- |
| Ancenis-Saint-Géréon (bureau centralisateur) | 44003      | CC du Pays d'Ancenis | 27,58            | 11 346 (2022)                     | 411                | modifier les données · modifier les données |
| Couffé                                       | 44048      | CC du Pays d'Ancenis | 39,97            | 2 534 (2022)                      | 63                 | modifier les données · modifier les données |
| Loireauxence                                 | 44213      | CC du Pays d'Ancenis | 118,28           | 7 509 (2022)                      | 63                 | modifier les données · modifier les données |
| Mésanger                                     | 44096      | CC du Pays d'Ancenis | 49,75            | 4 681 (2022)                      | 94                 | modifier les données · modifier les données |
| Montrelais                                   | 44104      | CC du Pays d'Ancenis | 13,73            | 843 (2022)                        | 61                 | modifier les données · modifier les données |
| Oudon                                        | 44115      | CC du Pays d'Ancenis | 22,12            | 3 915 (2022)                      | 177                | modifier les données · modifier les données |
| Pannecé                                      | 44118      | CC du Pays d'Ancenis | 30,59            | 1 454 (2022)                      | 48                 | modifier les données · modifier les données |
| Le Pin                                       | 44124      | CC du Pays d'Ancenis | 24,95            | 829 (2022)                        | 33                 | modifier les données · modifier les données |
| Pouillé-les-Côteaux                          | 44134      | CC du Pays d'Ancenis | 11,72            | 1 050 (2022)                      | 90                 | modifier les données · modifier les données |
| La Roche-Blanche                             | 44222      | CC du Pays d'Ancenis | 14,82            | 1 258 (2022)                      | 85                 | modifier les données · modifier les données |
| Vair-sur-Loire                               | 44163      | CC du Pays d'Ancenis | 51,73            | 4 890 (2022)                      | 95                 | modifier les données · modifier les données |
| Vallons-de-l'Erdre                           | 44180      | CC du Pays d'Ancenis | 188,96           | 6 625 (2022)                      | 35                 | modifier les données · modifier les données |
| Canton d'Ancenis-Saint-Géréon                | 4401       |                      | 594,20           | 46 934 (2022)                     | 79                 | modifier les données                        |

## Démographie

### Démographie avant 2015
| 1962   | 1968   | 1975   | 1982   | 1990   | 1999   | 2006   | 2011   | 2012   |
| ------ | ------ | ------ | ------ | ------ | ------ | ------ | ------ | ------ |
| 12 673 | 13 869 | 16 353 | 18 581 | 19 487 | 19 993 | 22 370 | 24 644 | 24 945 |

### Démographie depuis 2015
En 2022, le canton comptait 46 934 habitants, en évolution de +3,1 % par rapport à 2016 (Loire-Atlantique : +6,68 %, France hors Mayotte : +2,11 %).
| 2013   | 2018   | 2022   |
| ------ | ------ | ------ |
| 44 276 | 46 126 | 46 934 |